# Škrlovica
Škrlovica je naselje v Občini Velike Lašče.